# أنتوني إدغار
أنتوني إدغار (بالإنجليزية: Anthony Edgar)‏ (مواليد 30 سبتمبر 1990 في لندن - إنجلترا) لاعب كرة قدم إنجليزي يلعب حاليا لصالح نادي الدرجة الممتازة وست هام يونايتد الإنجليزي منذ 2008 في مركز الوسط المحوري .

## وصلات خارجية
- أنتوني إدغار على موقع قاعدة بيانات كرة القدم.إي يو (الإنجليزية)
- أنتوني إدغار على موقع Soccerbase.com (لاعب) (الإنجليزية)